# Ophryophryne hansi
Ophryophryne hansi är en groddjursart som beskrevs av Annemarie Ohler 2003. Ophryophryne hansi ingår i släktet Ophryophryne och familjen Megophryidae. IUCN kategoriserar arten globalt som otillräckligt studerad. Inga underarter finns listade i Catalogue of Life.